# Klášter Rathmelsigi
Rathmelsigi byl nejvýznamnější klášter iroskotské církve v 7. století v regionu Connacht v Irsku.

## Historie
Klášter Rathmelsigi hrál v 7. století významnou roli ve výchově a přípravě misionářů, kteří byli z Irska vysílání na křesťanské misie na evropskou pevninu. Pod sv. Egbertem zde mezi jinými získali vzdělání svatý Willibrord, Werenfried a Suitbert, kteří vedle jiných odchovanců kláštera jsou uctíváni jako svatí římskokatolické církve.
Vzhledem ke známým příslušníkům kláštera se spekuluje rovněž o tom, že mohlo jít o benediktinský konvent.
Svatý benediktin, Beda Ctihodný uvádí ve své Historia Ecclesiastica Gentis Anglorum, že většina obyvatel kláštera padla roku 664 za oběť moru.
Přesto, že šlo o klášter mimořádného významu ve své době, není dnes zcela jasné, kde přesně se nacházel.